# Устянська ділянка
Устянська ділянка — ботанічна пам'ятка природи місцевого значення в Україні. Розташована на околиці села Устя Мельнице-Подільської селищної громади Чортківського району Тернопільської області, у верхній частині лівого схилу долини річки Дністер, поряд із автошляхом Устя — Мельниця-Подільська. 

Площа — 1,5 га.Оголошена об'єктом природно-заповідного фонду рішенням виконкому Тернопільської обласної ради № 554 від 21 грудня 1974 року. Перебуває у віданні ВАТ «Устянське». 
Під охороною — лучно-степові фітоценози. Особливо цінна ковила волосиста, занесена до Червоної книги України. Місце оселення корисної ентомофауни. 
У 2010 р. увійшла до складу регіонального ландшафтного парку «Дністровський каньйон».